# Константин (Баган)
Митрополит Константин (англ. Metropolitan Constantine; в миру Фёдор (Теодор) Станиславович Буган или Баган, англ. Theodore Buggan, укр. Федір Станіславович Баган; 29 июля 1936, Питтсбург, Пенсильвания — 21 мая 2012, Питтсбург, Пенсильвания) — предстоятель Украинской православной церкви в США в юрисдикции Константинопольского патриархата, митрополит Иринупольский (1995—2012).

## Биография
Родился в Питтсбурге 29 июля 1936 года в семье Стэнли (Станислава) и Кэтрин (Екатерины) Буган, эмигрантов с Западной Украины.
После окончания средней школы в 1955 году поступил в Теологический колледж св. Андрея в Виннипеге, Канада (Семинарию Украинской Православной Церкви Канады), который окончил в 1959 году. Продолжил учёбу в Свято-Владимирской духовной семинарии и Университете Дюкейн (Duquesne University) в Питтсбурге, который окончил в 1965 году со степенью доктора философии.
23 апреля 1967 года был рукоположен в сан диакона главой неканонической Украинской митрополии в США митрополитом Мстиславом (Скрипником) в Саут-Баунд-Бруке (Нью-Джерси). 23 июля 1967 года был рукоположён в сан священника другим неканоническим митрополитом Украинской автокефальной православной церкви в Канаде Иоанном (Теодоровичем) в Питтсбурге. Одновременно был назначен помощником священника Федора Билецкого, который был настоятелем собора святого князя Владимира в Чикаго, штат Иллинойс.
В 1968 году получил приход св. Николая в городе Трой (штат Нью-Йорк).
18 декабря 1971 года был пострижен в монашество и получил имя Константин, после был избран епископом и 7 мая 1972 года в кафедральном соборе св. Владимира в городе Филадельфия рукоположен в епископа Чикагского, викарного епископа Украинской епархии в США. Стал первым епископом данной юрисдикции, родившимся в Америке.
Проводил молодёжные встречи по всей Америке, сотрудничая с Научным комитетом Украинской Православной Лиги. Принял непосредственное участие в создании Свято-Софиевской Семинарии, которая открылась в 1975 году, и в покупке территории для лагеря в Западной Пенсильвании в 1977 году.
В 1976 году бы возведён в сан архиепископа.
После кончины Мстислава (Скрипника), 15 октября 1993 года возглавил УПЦ США и рассеяния с титулом митрополита Чикагского.
Предпринимал попытки выйти из состояния раскола, вместе с возглавляемой им раскольничьей структура подал прошение в Синод Константинопольского патриархата о принятии их под омофор патриарха Варфоломея. 12 марта 1995 года Синод Константинопольской церкви удовлетворил это прошение. Константин (Баган) после этого получил сан титулярного митрополита Иринупольского и был поставлен во главе автономной митрополии Константинопольского патриархата в США.
Находясь в канонической юрисдикции Константинопольской церкви, не перестал общаться с раскольническими группировками на Украине, что и стало предметом переписки между патриархом Московским Алексием II и патриархом Константинопольским Варфоломеем. В частности, в письме патриарха Московского и всея Руси Алексия II № 224 от 22 января 2002 года указывается, что митрополит Константин обратился к схизматической группе «Украинская автокефальная православная церковь» с Рождественским посланием, в котором он называл себя «Первоиерархом Украинской автокефальной православной церкви». Митрополит Иринупольский Константин, обращаясь к епископам неканонической структуры, именует их возлюбленными братьями во епископстве Святой Украинской Автокефальной Православной Церкви на Украине. В письме указывалось, что такая характеристика полностью противоречит официальной позиции Константинопольского патриархата, выраженной его представителями на двусторонних переговорах, в частности в Цюрихе 29-30 октября 2001 года.
Скончался утром 21 мая 2012 года на 76-м году жизни.